# Marie Louise af Bourbon-Parma
Marie Louise af Bourbon-Parma (italiensk: Maria Luisa Pia Teresa Anna Ferdinanda Francesca Antonietta Margherita Giuseppina Carolina Bianca Lucia Apollonia) (17. januar 1870 – 31. januar 1899) var en italiensk prinsesse, der var den første fyrstinde af det moderne Bulgarien fra 1893 til 1899 som ægtefælle til fyrst Ferdinand 1. af Bulgarien. Marie Louise tilhørte huset Bourbon og var datter af den afsatte hertug Robert 1. af Parma. Hun var søster til kejserinde Zita af Østrig-Ungarn og mor til tsar Boris 3. af Bulgarien.

## Biografi
Marie Louise blev født den 17. januar 1870 i Rom i Italien som ældste datter af hertug Robert 1. af Parma i hans første ægteskab med prinsesse Maria Pia af Begge Sicilier. Hendes far havde været den sidste hertug af det lille hertugdømme Parma i Norditalien men var blevet afsat i 1859 i forbindelse med Italiens samling. På trods heraf besad hertugfamilien fortsat en stor formue og ejede flere slotte i Norditalien, Østrig og Frankrig.
Marie Louise blev gift den 20. april 1893 i Villa delle Pianore i Lucca i Italien med den daværende fyrst Ferdinand 1. af Bulgarien (der fik titel af tsar efter Marie Louises død). Parret fik fire børn:
1. Boris (1894-1943), tsar af Bulgarien 1918-1943
2. Kiril af Bulgarien (1895-1945), fyrste af Preslav, regent af Bulgarien 1943-1944
3. Eudoxia (1898-1985)
4. Nadezjda (1899-1958), gift med Hertug Albrecht af Württemberg

Marie Louise døde 29 år gammel den 31. januar 1899 i Sofia i Bulgarien. Ferdinand giftede sig anden gang i 1908 i Coburg med Prinsesse Eleonore Reuss af Köstritz. Der blev ikke født børn i dette ægteskab.

## Eksterne links
- Wikimedia Commons har flere filer relateret til Marie Louise af Bourbon-Parma